# Zamek Doberlug

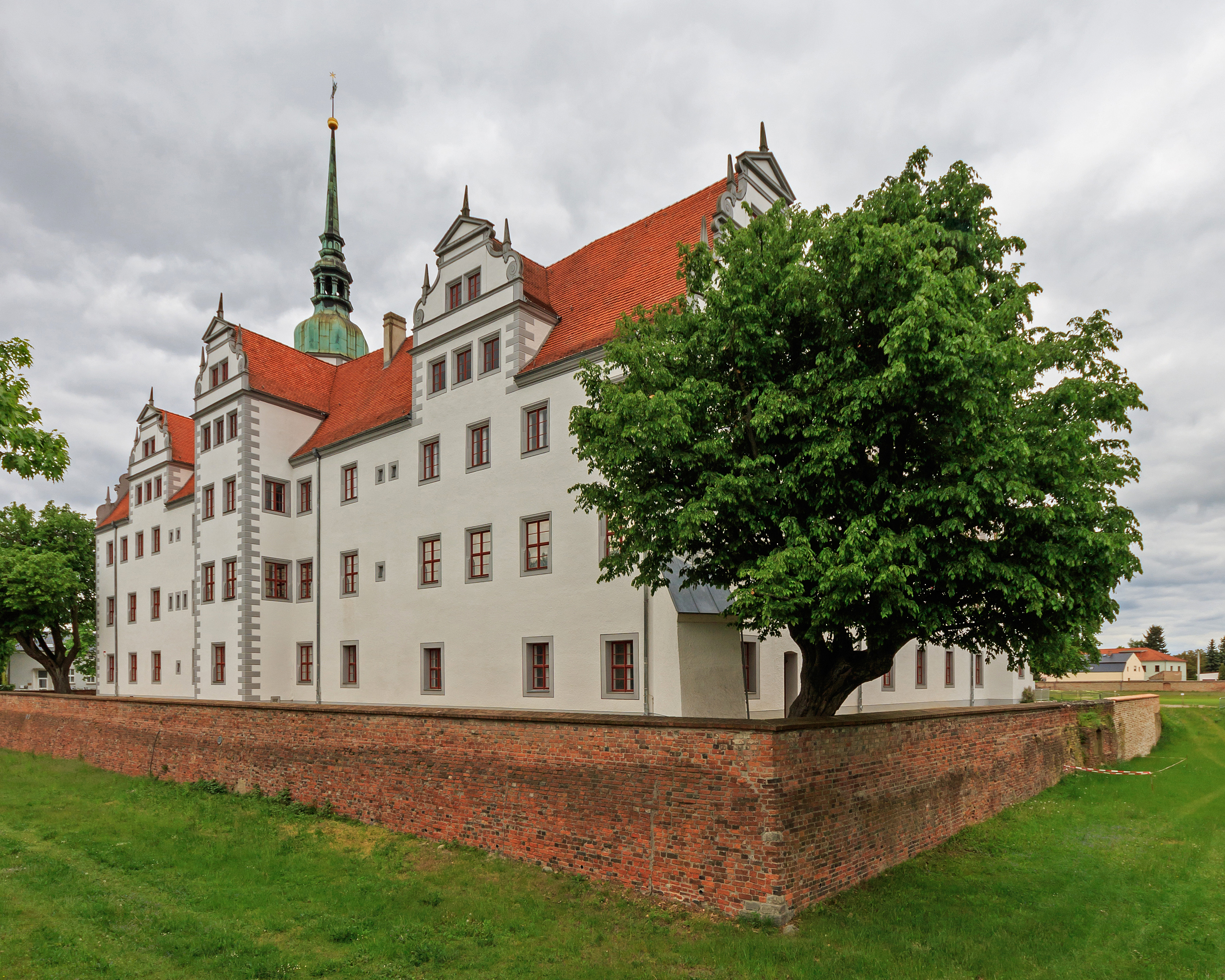
Południowa fasada zamku

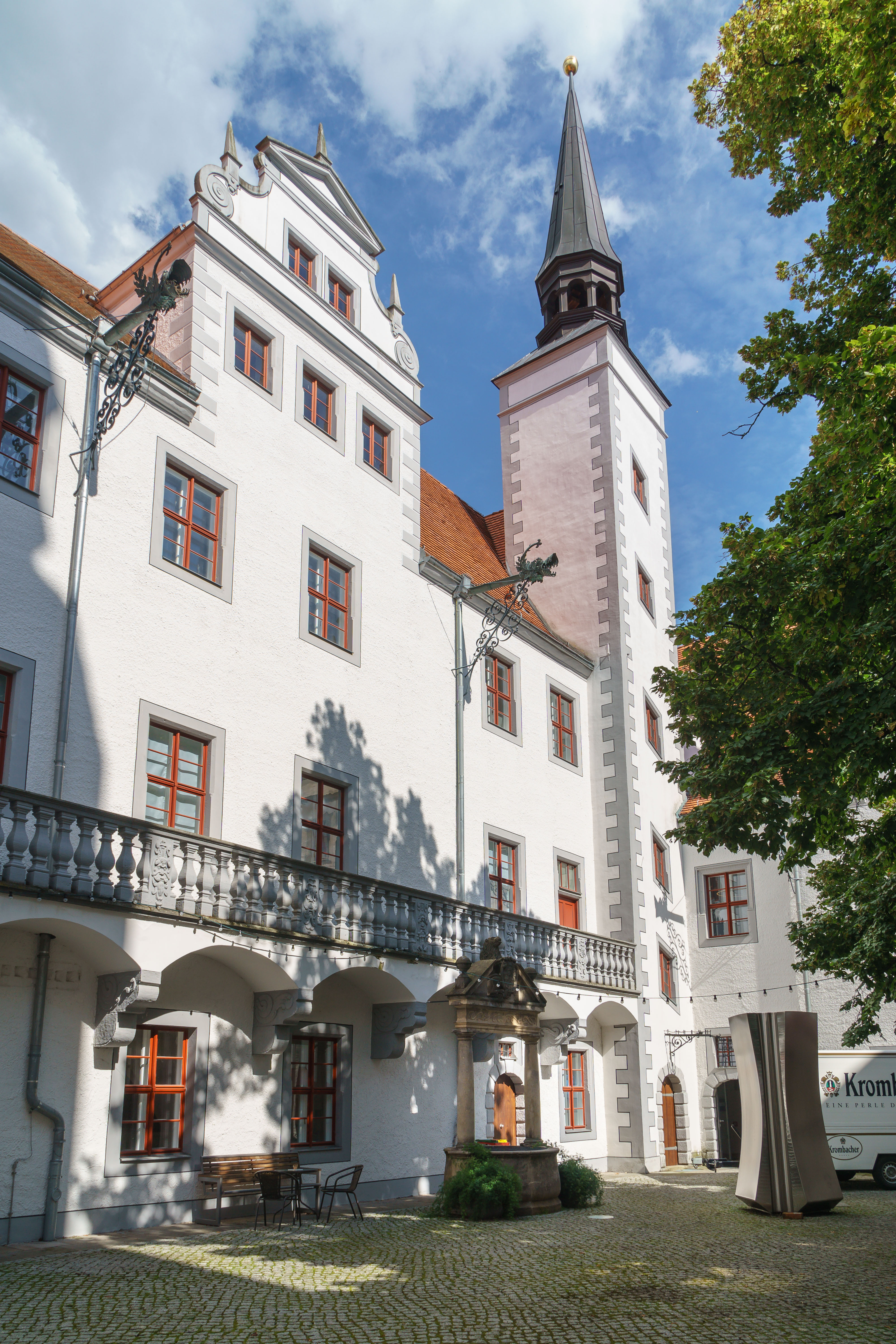
Dziedziniec zamkowy, narożnik północno-wschodni

Zamek Doberlug (Dobrilugk) – renesansowy zamek w Doberlug-Kirchhain w Niemczech, w kraju związkowym Brandenburgia, powstały w XVI i rozbudowany w XVII w. na miejscu zsekularyzowanego klasztoru cystersów Dobrilugk.

## Historia
Zamek powstał na miejscu rozwiązanego w 1541 klasztoru cystersów (istniejącego od XII w.). W 1547 dawny klasztor zastawiono. Budowa zamku została rozpoczęta w 1551 poprzez przebudowę części obiektów klasztornych: dawny dom opata oraz infirmeria klasztorna posłużyły jako zaczątki odpowiednio zachodniego i północnego skrzydła zamku. Przebudowę rozpoczął, od budynku dawnej infirmerii, ówczesny właściciel zamku Heinrich von Gersdorff (urządził tu dwupiętrową rezydencję, dodając ściany działowe i sklepienia na parterze, w kaplicy zamontował renesansowe okna). Ponadto rozpoczęto wznoszenie skrzydła wschodniego i wykopano fosę.
W 1602 zastaw wykupił cesarz Rudolf II Habsburg, a rok później sprzedał go landwójtowi Dolnych Łużyc, Anselmowi von Promnitz. W inwentarzach z początku XVII w. mowa jest o budowli dwuskrzydłowej, wzniesionej na ścianach budynków klasztornych, przy czym w 1622 opisywano skrzydło zachodnie jako zdewastowane. W 1623 zamek kupił za 300 tysięcy miśnieńskich guldenów książę Saksonii Jan Jerzy I, który po 1624 rozpoczął jego rozbudowę. Wzniesiono wówczas południowo-zachodnią wieżę, południowe skrzydło z pokojami książęcymi oraz kontynuowano budowę wschodniego skrzydła z kuchniami. Książę uczynił z obiektu zamek myśliwski (niedaleko znajdowały się tradycyjne tereny myśliwskie margrabiów Miśni) oraz siedzibę administracji. Prace przerwano podczas wojny trzydziestoletniej, podczas której zamek został zdewastowany. 
W 1652 Jan Jerzy I zadecydował o podzieleniu dziedzictwa pomiędzy trzech swoich synów. Księciem-elektorem Saksonii został najstarszy z nich, Jan Jerzy II, natomiast Dobrilugk przypadł drugiemu z synów, Chrystianowi I, który został księciem Saksonii-Merseburga. Ten co prawda rezydował w Merseburgu, jednak każdego roku kilkakrotnie przybywał do Dobrilugku i spędzał tu nawet po kilka tygodni, a w latach 1682–1684 miał tu główną rezydencję w związku z zarazą panującą w Merseburgu. Od 1661 podjął na nowo prace budowlane na zamku. Obejmowały one rozbudowę oraz zmiany w istniejących już budynkach, nadające im bardziej reprezentacyjną formę. Przyczyniły się do tego m.in. wykonane wówczas obramienia okienne z ozdobną kamieniarką i dekoracje szczytów. Urządzono także dużą salę w skrzydle północnym oraz wykonano główny portal w zachodnim skrzydle. Prace przy zamku zbiegły się w czasie z realizacją projektu założenia przy nim barokowego miasta Dobrilugk (obecnie część miasta Doberlug-Kirchhain), które otrzymało prawa miejskie w 1664. Budowę zamku zakończono w 1676. Otrzymany wówczas rozkład budynków i ich kształt zachował się do dziś. Rozkład wnętrz według stanu na koniec XVII w. nie był zbyt komfortowy. Na wyższe piętra można było się dostać przez dwie spiralne klatki schodowe i galerie obiegające budynek. Sklepienia posiadały tylko pomieszczenia na parterze zamku. Z planu miasta z 1710 wynika, że wówczas istniał już także ogród w stylu późnego renesansu.
Po śmierci Chrystiana I, a wkrótce potem (1694) jego syna Chrystiana II, zamek przestał być rezydencją książąt saskich. Od tego czasu przez kilkadziesiąt lat służył wdowom po książętach (jako pierwszej – wdowie po Chrystianie II). Po śmierci ostatniego księcia Saksonii-Merseburga w 1738 (zarówno on, jak i jego żona zmarli na tym zamku) dobra powróciły do księstwa Saksonii. Budowla wówczas nie była stale użytkowana. W 1763 na polecenie książąt saskich dokonano jego pierwszych napraw, w 1782 zastąpiono drewniane stropy sufitami ze stiukami. W drugiej połowie XVIII w. rozpoczęto przystosowywanie zamku dla potrzeb urzędów i na cele mieszkalne. Takie działania powodowały przebudowywanie wnętrz zamku, w tym podział wielkiej sali w północnym skrzydle na mniejsze pomieszczenia. W wyniku kongresu wiedeńskiego obiekt przeszedł pod panowanie pruskie i służył odtąd jako siedziba różnych instytucji administracyjnych, m.in. sądu, nadleśnictwa i urzędu podatkowego, a nawet w części więzienia. Obok siedzib urzędów mieściły się w nim także mieszkania urzędników. Taki sposób użytkowania spowodował, że dawne wnętrza zamku niszczały i utracony został oryginalny wystrój i splendor wnętrz.
W latach 1945–1950 zamek zajmowały wojska radzieckie. Później przejęła go policja ludowa NRD (KVP), w 1956 przekształcona w Narodową Armię Ludową (NVA). Wojsko opuściło zamek w 1988. W międzyczasie, w 1978, został zarejestrowany jako zabytek. W 1993 jego właścicielem zostało miasto Doberlug-Kirchhain i rozpoczęto stopniowe prowadzenie prac restauratorskich.

## Opis
Zamek Doberlug jest obiektem czteroskrzydłowym, zbudowanym na planie lekko nieregularnego prostokąta, niegdyś otoczonym fosą. Skrzydła północne i południowe są trzykondygnacyjne, a wschodnie i zachodnie – dwukondygnacyjne. Wszystkie fasady zamkowe są zwieńczone zarówno od zewnątrz, jak i od strony dziedzińca, symetrycznie rozłożonymi facjatami ze szczytami schodkowymi z wolutami i obeliskami. Na fasadach północnej i południowej znajdują się ryzality obejmujące także środkowe facjaty, przypominające wieże. Ponad zamkiem wznosi się wysoka wieża, zbudowana w południowo-zachodnim narożniku dziedzińca zamkowego, zwieńczona wysokim hełmem. Zamek posiada też drugą, mniejszą wieżę, w północno-wschodniej części założenia.